# Salda littoralis
Salda littoralis är en insektsart som först beskrevs av Carl von Linné 1758.  Salda littoralis ingår i släktet Salda och familjen strandskinnbaggar. Arten är reproducerande i Sverige. Inga underarter finns listade i Catalogue of Life.